# パヴェル・エデルマン
パヴェル・エデルマン（Paweł Edelman, 1958年6月26日 - ）はポーランド・ウッチ出身の撮影監督。Pawelとも綴られるため、日本ではパヴェルと表記されることも多いが、正確にはパヴェウ・エデルマン。

## 来歴
1984年から短篇の監督を始め、86年より撮影助手として活動。91年の「Kroll」で長篇の撮影監督となり、以後ワイダ、ポランスキーらの作品を手がけて知られるようになり、ポーランドだけでなくアメリカでも活躍している。
2002年の『戦場のピアニスト』ではアカデミー賞撮影賞候補となり、セザール賞の撮影賞を受賞。

## 主な作品
- ナスターシャ ～ドストエフスキー「白痴」より Nastasja (1994)
- L'aube à l'envers (1995／ソフィー・マルソー／短篇)
- パン・タデウシュ物語 Pan Tadeusz (1999／アンジェイ・ワイダ)
- ぼくの神さま Edges of the Lord (2001)
- 戦場のピアニスト The Pianist (2002／ロマン・ポランスキー)
- Ray/レイ Ray (2004)
- オリバー・ツイスト Oliver Twist (2005／ロマン・ポランスキー)
- オール・ザ・キングスメン All the King's Men (2006)
- ダイアナの選択 The Life Before Her Eyes (2007)
- カティンの森 Katyń (2007／アンジェイ・ワイダ)
- ゴーストライター The Ghost Writer (2010／ロマン・ポランスキー)
- おとなのけんか Carnage (2011／ロマン・ポランスキー)
- ワレサ 連帯の男 Wałęsa. Człowiek z nadziei (2013／アンジェイ・ワイダ)
- 毛皮のヴィーナス La Vénus à la fourrure (2013／ロマン・ポランスキー)
- 残像 Powidoki (2016／アンジェイ・ワイダ)
- 告白小説、その結末 D'après une histoire vraie (2017／ロマン・ポランスキー)
- オフィサー・アンド・スパイ J'accuse (2019／ロマン・ポランスキー)